# غواصة يو-25 (1936)
الغواصة الألمانية يو-25 واحدة من غواصتين عابرتين للقارات من غواصات الفئة الأولى إيه أنتجتها ألمانيا النازية لسلاح بحريتها. بنتها أحواض بناء السفن والآلات الألمانية إيه جي فيزر في بريمن في الساحة رقم 903، وتم تكليف يو-25 في 6 أبريل 1936. شهدت مهنة قتالية قصيرة ولكنها ناجحة، حيث أغرقت ثماني سفن وألحقت أضرارًا بواحدة.

## سجل الخدمة
حتى عام 1940، تم استخدام يو-25 بشكل أساسي كسفينة تدريب. خلال تجاربها، وجد أن الغواصة من الفئة الفئة الأولى إيهكان من الصعب التعامل معها نظرًا لضعف الاستقرار ومعدل بطء الغوص. في أوائل عام 1940 ، تم استدعاء الغواصة للخدمة بسبب نقص الغواصات المتاحة. شاركت الغواصة في خمس دوريات حربية، أغرقت ثماني سفن وألحقت أضرارا بواحدة.
في 17 يناير 1940، على بعد 10 أميال إلى شمال شتلاند، نسفت الغواصة سفينة أس أس بولزيلا. عبرت Enid (Captain Wibe)، من النرويج المحايدة إلى دبلن، لمساعدة بولزيلا. ضربت يو-25 ثم وأغرقت Enid. هرب طاقمها في قوارب النجاة. لم ينجو أي من طاقم بولزيلا.
أغرقت يو-25 ثماني سفن ليصبح المجموع 50,255 طن وألحقت أضرارا بواحدة 7,638 طن:

## مصير
حوالي 1 أغسطس 1940، بينما كانت الغواصة في مهمة لزراعة الألغام بالقرب من النرويج، مررت الغواصة عبر وابل من الألغام البريطانية وضربت بواحد. غرقت الغواصة بكل طاقمها.

### الزمرة الذئبية
شاركت يو-25 في زمرة ذئبية واحدة، وهي.
- برين (12-17 يونيو 1940)

## ملخص
| تاريخ          | اسم السفينة                 | جنسية                                  | الحمولة | مصير    |
| -------------- | --------------------------- | -------------------------------------- | ------- | ------- |
| 31 أكتوبر 1939 | باوليه                      | وصلة=\|حدود فرنسا                      | 5874    | غرقت    |
| 17 يناير 1940  | انيد                        | وصلة=\|حدود النرويج                    | 1140    | غرقت    |
| 17 يناير 1940  | <i id="mwUw">Polzella</i>   | وصلة=\|حدود المملكة المتحدة            | 4751    | غرقت    |
| 18 يناير 1940  | <i id="mwXA">Pajala</i>     | وصلة=\|حدود السويد                     | 6873    | غرقت    |
| 22 يناير 1940  | سونغا                       | وصلة=\|حدود النرويج                    | 2589    | غرقت    |
| 3 فبراير 1940  | <i id="mwbg">Armanistan</i> | وصلة=\|حدود المملكة المتحدة            | 6805    | غرقت    |
| 13 فبراير 1940 | شاستين مورسك                | وصلة=\|حدود الدنمارك                   | 5177    | غرقت    |
| 13 يونيو 1940  | سفينتى سكستون               | وصلة=\|حدود البحرية الملكية البريطانية | 17046   | غرقت    |
| 19 يونيو 1940  | برومير                      | وصلة=\|حدود فرنسا                      | 7638    | التالفة |

### اقتباسات
1. ↑  Helgason، Guðmundur. "The Type IA boat U-25". German U-boats of WWII - uboat.net. مؤرشف من الأصل في 2019-12-22. اطلع عليه بتاريخ 2014-12-29.
2. ↑  Gröner 1991، صفحة 39.
3. ↑  Helgason، Guðmundur. "Ships hit by U-25". German U-boats of WWII - uboat.net. مؤرشف من الأصل في 2008-09-06.